# 니시우라정 (아이치현 지타군)
니시우라정(西浦町)은 아이치현 지타군에 설치되었던 정이다. 현재의 도코나메시 남부에 해당한다.